# Dichopetala chirura
Dichopetala chirura är en insektsart som beskrevs av Strohecker 1945. Dichopetala chirura ingår i släktet Dichopetala och familjen vårtbitare. Inga underarter finns listade i Catalogue of Life.